# Лебедева, Анастасия Дмитриевна
Анастасия Дмитриевна Лебедева (26 сентября 1985, Омск) — российская актриса театра и кино. Лауреат театральной премии «Золотая маска-2018» за лучшую женскую роль второго плана («Барабаны в ночи»).

## Биография
Анастасия Лебедева родилась в Омске в 1985 году. Воспитывалась в семье Заслуженного артиста России, актера Омского академического театра драмы, Дмитрия Лебедева.
Завершив обучение в школе, Анастасия поступила в школу-студию МХАТ, на курс Романа Ефимовича Козака и Дмитрия Владимировича Брусникина. В дипломных спектаклях в 2007 году сыграла кухарку Гулячкиных в «Мандате», а также была задействована в хореографическом проекте Аллы Сигаловой «Кармен. Этюды».
В этом же году была принята в актерскую труппу Московского драматического театра имени А. С. Пушкина. Начала работать со студией «Смарт» при театре. Среди значимых театральных работ: «Барабаны в ночи», «Дама с камелиями», «Добрый человек из Сезуана», «Не от мира сего», «Ревизор», «Мера за меру», «Таланты и покойники» и другие.
Известность актрисе в кино принесли роли Розы в мелодраме «Счастье по рецепту» и гимнастки в сериале «Закон и порядок: Отдел оперативных расследований». Снималась в таких фильмах как «Лучший друг моего мужа» и «Барабаны в ночи», в сериалах «Взрослая жизнь девчонки Полины Субботиной», «Дар Божий», «Воронины» и «Город соблазнов».
В 2018 году за роль Манке в спектакле «Барабаны в ночи» Лебедева стала лауреатом театральной премии «Золотая маска» в номинации «Драма/Женская роль второго плана».

## Работы в театре
Московский драматический театр имени А. С. Пушкина:
- Кикимора — «Аленький цветочек», С.Аксаков;
- Кровавая Мэри — «Остров сокровищ», Р.Стивенсон;
- Шмитт — «ОFFис», Ингрид Лаузунд;
- Маргарет — «Много шума из ничего», У.Шекспир;
- Невестка — «Материнское поле», Ч.Айтматов;
- Сесиль Леру — «Таланты и покойники», Марк Твен;
- Бланш Дюваль — «Дама с камелиями», А.Дюма-сын;
- Боги — «Добрый человек из Сезуана», Б.Брехт;
- Джульетта (невеста Клавдио); Франциска (монахиня) — «Мера за меру», У.Шекспир;
- Юлинька — «Доходное место», А.Островский;
- Мадам Софрони: Сью — «Рождество. О.Генри» — О.Генри;
- Марья Антоновна — «Ревизор», Н.Гоголь;
- Уличные коты -«Кот в сапогах», Ш.Перро;
- Дебби -«Отражения, или Истинное», Т.Стоппард;
- Манке — «Барабаны в ночи» Б.Брехт.

## Работы в кино
- 2006 — «Счастье по рецепту» (Роза);
- 2007 — «Взрослая жизнь девчонки Полины Субботиной» (Настя);
- 2007 — «Дар Божий» (Света);
- 2007 — «Закон и порядок: Отдел оперативных расследований-2» (Женя Бажова);
- 2009 — «Город соблазнов» (Мышка);
- 2009 — «Лучший друг моего мужа» (Даша Панова);
- 2009 — «Воронины» (Вероника, подруга Лёни/Кости);
- 2017 — «Тупик»;
- 2019 — «Гадалка» (Лера/Антон);
- 2021 — «Бег улиток» (Евгения);
- 2021 — «Зацепка» (Лаврова);
- 2022 — «Заключение» (Анна);
- 2023 — «Аквариум» (Дина);
- 2023 — «Лунатики» (актриса, играющая жертву).

## Награды и номинации
| Год  | Награда            | Категория                               | Роль                                     | Итог      | Источники   |
| ---- | ------------------ | --------------------------------------- | ---------------------------------------- | --------- | ----------- |
| 2016 | Золотая маска-2016 | Оперетта-мюзикл/Лучшая женская роль     | «Рождество О. Генри», Мадам Софрони, Сью | Номинация | [ 6 ] [ 7 ] |
| 2018 | Золотая маска-2018 | Драма/Лучшая женская роль второго плана | «Барабаны в ночи», Манке                 | Победа    | [ 8 ] [ 7 ] |